# Usine à gaz de Reims
L'usine à gaz de Reims était une usine à gaz implantée vers 1880 dans l’actuel Quartier Clairmarais - Charles Arnould, dont la production de gaz manufacturé à partir de houille permettait d’assurer l’éclairage et le chauffage dans la ville de Reims. Fin 1888, elle produira également de l’électricité à partir du gaz.

## Historique
L’usine est implantée, 3 rue des Romains à Reims par la « Compagnie Lyonnaise ».
Elle est située à proximité de la gare pour faciliter son approvisionnement en houille nécessaire pour la production de gaz.
Un embranchement la relie aux voies de la société des chemins de fer.
En 1852, la ville de Reims signe un contrat pour l’éclairage de la ville au gaz de ville, pendant 50 ans avec la compagnie Lyonnaise.
En 1879, les usines de gaz de houille fusionnent dans une Société des usines à gaz du Nord et de l’Est avec un siège social à Reims.
En 1900, la compagnie du gaz de Reims devient concessionnaire du réseau d'électricité de la ville de Reims et construit une usine électrique à proximité de l'usine à gaz.
Les deux usines, à gaz et d’électricité sont endommagées pendant la Première Guerre mondiale.
Les activités du site cessent dans la 2e moitié du 20e siècle.
Les locaux sont rénovés et servent de bureaux à EDF jusqu’au début des années 2000 où le terrain est dépollué et rendu constructible. Une première tranche de logements est alors construite.
Mi 2023, l'opération d'aménagement de l'ensemble de la friche est terminée, après de lourds travaux de dépollution. 28 000 m² de logements et leurs espaces publics occupent dorénavant le 1,6 hectare de ce site.

## Caractéristiques

### Usine à gaz de Reims

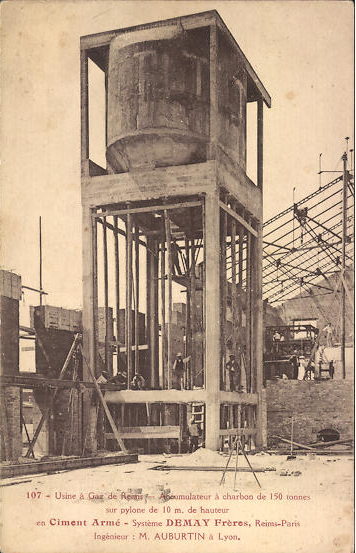
Accumulateur à charbon de l’usine à gaz de Reims.

Elle était équipée de 6 gazomètres, de fours répartis dans deux salles, d’entrepôts industriels, et d’un accumulateur à charbon construit par l’Entreprise Demay Frères,.

### Centrale électrique
Vers 1900, la centrale électrique contient 4 groupes électrogènes, dont un de 1200 ch et trois de 500 ch chacun. La distribution est à 3 fils et la tension de 220-240 volts,.

## Les métiers liés au gaz
- Les chauffeurs de fours : leur rôle consistait à alimenter en houille les fours (cornue) pour la chauffer et la distiller afin de produire le gaz de houille. Lorsque la totalité du gaz était extraite, ils retiraient le coke.
- Les allumeurs de réverbères.